# Diorygopyx niger
Diorygopyx niger là một loài bọ cánh cứng trong họ Bọ hung (Scarabaeidae).